# Сурдук (Селаж)
Сурдук (рум. Surduc) — село у повіті Селаж в Румунії. Адміністративний центр комуни Сурдук.
Село розташоване на відстані 378 км на північний захід від Бухареста, 23 км на схід від Залеу, 56 км на північ від Клуж-Напоки.

## Населення
За даними перепису населення 2002 року у селі проживали 1367 осіб.
Національний склад населення села:
| Національність | Кількість осіб | Відсоток |
| -------------- | -------------- | -------- |
| румуни         | 1263           | 92,4%    |
| цигани         | 101            | 7,4%     |

Рідною мовою назвали:
| Мова      | Кількість осіб | Відсоток |
| --------- | -------------- | -------- |
| румунська | 1351           | 98,8%    |
| циганська | 14             | 1,0%     |